# Симоцибе
Симо́цибе (лат. Simocybe) — род грибов семейства Волоконницевые (Inocybaceae).

## Описание
- Шляпка 0,3—4 см в диаметре, конической, колокольчатой или выпуклой формы, гигрофанная или негигрофанная, с рубчатым или гладкий краем, с бархатистой поверхностью, окрашенной в коричневые, иногда почти чёрные тона, у некоторых видов с оливковым оттенком. Пластинки приросшие к ножке зубцом, коричневые, ржаво-коричневые или серо-коричневые.
- Ножка 0,4—4 см длиной, прямая, центральная или изогнутая, эксцентрическая, обычно одного цвета со шляпкой, с бархатистой поверхностью.
- Споровый порошок бурого цвета. Споры светло-коричневого цвета, гладкие, эллиптической или яйцевидной формы, с порой прорастания или без неё. Базидии обычно четырёхспоровые. Хейлоцистиды тонкостенные. Плевроцистиды отсутствуют. Каулоцистиды и пилеоцистиды многочисленные.

## Экология и распространение
Представители рода — некротрофы или сапротрофы, произрастающие на земле в лесах или лугах с осокой.

## Виды
- Simocybe atomacea (Murrill) Singer, 1962
- Simocybe austrorubi E.Horak, 1980
- Simocybe centunculus (Fr.)P. Karst., 1879 — Симоцибе буро-оливковая, или симоцибе клочковатая
- Simocybe haustellaris (Fr.) Watling, 1981 — Симоцибе малинная
- Simocybe luteomellea E.Horak, 1980
- Simocybe phlebophora E.Horak, 1980
- Simocybe pruinata E.Horak, 1980
- Simocybe reducta (Fr.) P.Karst., 1879 — Симоцибе редуцированная
- Simocybe sumptuosa (P.D.Orton) Singer, 1962
- Simocybe tabacina E.Horak, 1980
- Simocybe tiliophila (Peck) Singer, 1962
- Simocybe unica E.Horak, 1980